# European Golden League 2019 (damer)
European Golden League 2019 utspelade sig mellan 25 maj och 28 juni 2019. Det var den elfte upplagan av turneringen (den andra som Golden League) och tolv landslag från CEVs medlemsförbund deltog. Tjeckien vann tävlingen för andra gången genom att besegra Kroatien i finalen och kvalificerade sig därigenom för Volleyball Challenger Cup 2019, medan Sverige blev nedflyttat till European Silver League . Andrea Kossányiová utsågs till bästa spelare.

## Regelverk

### Format
Tävlingen bestod av:
- Gruppspel med tre grupper om fyra lag där alla möte alla andra lag både hemma och borta.
- De bästa laget i varje grupp samt arrangören av finalspelet gick vidare slutspel (om arrangören kvalificerade sig som bästa lag i gruppen gick den bästa tvåan vidare). Den sämsta fyran flyttades ner till European Silver League 2021
- Slutspelet genomfördes med semifinaler, match om tredjeplats och final.

### Metod för att rangordna lag
Om slutresultatet blev 3-0 eller 3-1 tilldelades 3 poäng till det vinnande laget och 0 till det förlorande laget, om slutresultatet blev 3-2 tilldelades 2 poäng till det vinnande laget och 1 till det förlorande laget. 
Rankningsordningen i serien definierades utifrån:
- Antal vunna matcher
- Poäng
- Kvot vunna / förlorade set
- Kvot vunna / förlorade poäng.
- Inbördes möte

## Deltagande lag
| Lag          | Deltog senast               |
| ------------ | --------------------------- |
| Österrike    | European League 2017        |
| Azerbajdzjan | European Golden League 2018 |
| Belarus      | European Golden League 2018 |
| Kroatien     | European Golden League 2018 |
| Finland      | European Golden League 2018 |
| Frankrike    | European Golden League 2018 |
| Tjeckien     | European Golden League 2018 |
| Slovakien    | European Golden League 2018 |
| Spanien      | European Golden League 2018 |
| Sverige      | European League 2017        |
| Ukraina      | European Golden League 2018 |
| Ungern       | European Golden League 2018 |

## Turneringen

### Gruppspel
| Grupp A   | Grupp B   | Grupp C      |
| --------- | --------- | ------------ |
| Tjeckien  | Österrike | Azerbajdzjan |
| Slovakien | Kroatien  | Belarus      |
| Sverige   | Frankrike | Finland      |
| Ukraina   | Ungern    | Spanien      |

#### Grupp A

##### Resultat
| 25 maj 2019 Idrottshuset, Örebro Speltid: 1h:01 - Åskådare: 355                      | Sverige   | 0 - 3 | Tjeckien  | 10-25, 14-25, 16-25               |
| 25 maj 2019 Junist sportpalats, Zaporizjzja Speltid: 1h:10 - Åskådare: 350           | Ukraina   | 3 - 0 | Slovakien | 25-17, 25-22, 25-17               |
| 29 maj 2019 Městská Hala Vodova, Brno Speltid: 1h:59 - Åskådare: 684                 | Tjeckien  | 2 - 3 | Slovakien | 25-22, 23-25, 23-25, 25-10, 14-16 |
| 29 maj 2019 Eriksdalshallen, Stockholm Speltid: 1h:06 - Åskådare: 411                | Sverige   | 0 - 3 | Ukraina   | 13-25, 21-25, 12-25               |
| 1º juni 2019 City Hall, Nitra Speltid: 1h:06 - Åskådare: 1 000                       | Slovakien | 3 - 0 | Sverige   | 25-16, 25-13, 25-16               |
| 1º juni 2019 Městská Hala Vodova, Brno Speltid: 1h:37 - Åskådare: 900                | Tjeckien  | 3 - 1 | Ukraina   | 25-14, 27-29, 25-18, 25-17        |
| 8 juni 2019 Umeå Energi Arena, Umeå Speltid: 1h:24 - Åskådare: 340                   | Sverige   | 1 - 3 | Slovakien | 17-25, 25-20, 14-25, 13-25        |
| 8 juni 2019 Junist sportpalats, Zaporizjzja Speltid: 1h:19 - Åskådare: 350           | Ukraina   | 3 - 0 | Tjeckien  | 25-14, 25-21, 25-18               |
| 12 juni 2019 Mestská športová hala, Humenné Speltid: 2h:01 - Åskådare: 800           | Slovakien | 1 - 3 | Tjeckien  | 21-25, 25-22, 17-25, 26-28        |
| 12 juni 2019 Junist sportpalats, Zaporizjzja Speltid: 0h:58 - Åskådare: 450          | Ukraina   | 3 - 0 | Sverige   | 25-10, 25-10, 25-17               |
| 15 juni 2019 Jablonec City Hall, Jablonec nad Nisou Speltid: 1h:03 - Åskådare: 1 150 | Tjeckien  | 3 - 0 | Sverige   | 25-11, 25-20, 25-20               |
| 15 juni 2019 Aréna Poprad, Poprad Speltid: 1h:51 - Åskådare: 1 200                   | Kroatien  | 3 - 1 | Ukraina   | 27-25, 21-25, 25-20, 25-14        |

##### Sluttabell
| Pos. | Lag       | Pt | G | V | P | VS | FS | Kvot  | VP  | FP  | Kvot  |
| ---- | --------- | -- | - | - | - | -- | -- | ----- | --- | --- | ----- |
| 1.   | Tjeckien  | 13 | 6 | 4 | 2 | 14 | 8  | 1,750 | 515 | 431 | 1,194 |
| 2.   | Ukraina   | 12 | 6 | 4 | 2 | 14 | 6  | 2,333 | 462 | 392 | 1,178 |
| 3.   | Slovakien | 11 | 6 | 4 | 2 | 13 | 10 | 1,300 | 511 | 483 | 1,058 |
| 4.   | Sverige   | 0  | 6 | 0 | 6 | 1  | 18 | 0,055 | 288 | 470 | 0,612 |

      Kvalificerade för semifinal.
      Nedflyttat till European Silver League.

#### Grupp B

##### Resultat
| 26 maj 2019 Olympiahalle Innsbruck, Innsbruck Speltid: 2h:18 - Åskådare: 550          | Österrike | 2 - 3 | Kroatien  | 26-24, 28-26, 19-25, 24-26, 13-15 |
| 25 maj 2019 Continental Aréna, Nyíregyháza Speltid: 1h:44 - Åskådare: 800             | Ungern    | 3 - 1 | Frankrike | 23-25, 25-16, 25-20, 25-19        |
| 29 maj 2019 Arena Varaždin, Varaždin Speltid: 1h:39 - Åskådare: 500                   | Kroatien  | 3 - 1 | Ungern    | 25-21, 22-25, 25-17, 25-21        |
| 29 maj 2019 Complexe sportif Léo Lagrange, Tourcoing Speltid: 2h:17 - Åskådare: 2 853 | Frankrike | 2 - 3 | Österrike | 25-23, 25-21, 17-25, 20-25, 14-16 |
| 1º juni 2019 Arena Varaždin, Varaždin Speltid: 1h:14 - Åskådare: 800                  | Kroatien  | 3 - 0 | Österrike | 25-21, 25-19, 25-21               |
| 1º juni 2019 Salle des Sports Maréchal, Harnes Speltid: ? - Åskådare: 1 477           | Frankrike | 1 - 3 | Ungern    | 19-25, 23-25, 25-19, 21-25        |
| 9 juni 2019 Multiversum Eventhalle, Schwechat Speltid: 1h:44 - Åskådare: 560          | Österrike | 3 - 1 | Frankrike | 25-13, 21-25, 25-23, 25-11        |
| 8 juni 2019 Sports Hall, Kaposvár Speltid: 2h:15 - Åskådare: 1 000                    | Ungern    | 2 - 3 | Kroatien  | 16-25, 25-20, 22-25, 25-23, 10-15 |
| 12 juni 2019 Salle des Sports Maréchal, Harnes Speltid: 2h:32 - Åskådare: 1 902       | Frankrike | 3 - 2 | Kroatien  | 25-21, 23-25, 19-25, 25-22, 21-19 |
| 12 juni 2019 Raiffeisen Sportpark, Graz Speltid: 1h:23 - Åskådare: 730                | Österrike | 0 - 3 | Ungern    | 25-27, 16-25, 16-25               |
| 15 juni 2019 Arena Varaždin, Varaždin Speltid: 1h:14 - Åskådare: 900                  | Kroatien  | 3 - 0 | Frankrike | 25-18, 25-17, 25-20               |
| 15 juni 2019 Egyetem Sportcsarnok, Budapest Speltid: 1h:45 - Åskådare: 850            | Ungern    | 3 - 1 | Österrike | 18-25, 25-16, 25-18, 25-23        |

##### Sluttabell
| Pos. | Lag       | Pt | G | V | P | VS | FS | Kvot  | VP  | FP  | Kvot  |
| ---- | --------- | -- | - | - | - | -- | -- | ----- | --- | --- | ----- |
| 1.   | Kroatien  | 14 | 6 | 5 | 1 | 17 | 8  | 2,125 | 583 | 521 | 1,119 |
| 2.   | Ungern    | 13 | 6 | 4 | 2 | 15 | 9  | 1,666 | 544 | 512 | 1,062 |
| 3.   | Österrike | 6  | 6 | 2 | 4 | 9  | 15 | 0,600 | 516 | 534 | 0,966 |
| 4.   | Frankrike | 3  | 6 | 1 | 5 | 8  | 17 | 0,470 | 509 | 585 | 0,870 |

      Kvalificerat för semifinal.

#### Grupp C

##### Resultat
| 25 maj 2019 Tampere Ice Arena, Tammerfors Speltid: 1h:31 - Åskådare: 1 860             | Finland      | 1 - 3 | Spanien      | 17-25, 20-25, 25-21, 20-25        |
| 26 maj 2019 Čižovka-Arena, Minsk Speltid: 1h:57 - Åskådare: 1 000                      | Belarus      | 3 - 2 | Azerbajdzjan | 25-13, 21-25, 25-10, 26-28, 19-17 |
| 29 maj 2019 Čižovka-Arena, Minsk Speltid: 1h:12 - Åskådare: 850                        | Belarus      | 3 - 0 | Finland      | 25-22, 25-20, 25-17               |
| 29 maj 2019 A.Y.S. Sport Hall, Baku Speltid: 1h:12 - Åskådare: 510                     | Azerbajdzjan | 0 - 3 | Spanien      | 21-25, 24-26, 14-25               |
| 2 juni 2019 A.Y.S. Sport Hall, Baku Speltid: 1h:35 - Åskådare: 500                     | Azerbajdzjan | 1 - 3 | Finland      | 17-25, 16-25, 25-19, 22-25        |
| 1º juni 2019 Čižovka-Arena, Minsk Speltid: 1h:28 - Åskådare: 1 100                     | Belarus      | 3 - 1 | Spanien      | 17-25, 25-13, 25-8, 27-25         |
| 8 juni 2019 Polideportivo Huerta del Rey, Valladolid Speltid: 1h:46 - Åskådare: 1 600  | Spanien      | 3 - 1 | Finland      | 25-23, 25-19, 22-25, 26-24        |
| 8 juni 2019 A.Y.S. Sport Hall, Baku Speltid: 2h:01 - Åskådare: 450                     | Azerbajdzjan | 1 - 3 | Belarus      | 21-25, 19-25, 28-26, 34-36        |
| 12 juni 2019 Elenia Areena, Tavastehus Speltid: 1h:03 - Åskådare: 1 248                | Finland      | 0 - 3 | Belarus      | 17-25, 16-25, 18-25               |
| 12 juni 2019 Polideportivo Huerta del Rey, Valladolid Speltid: 1h:13 - Åskådare: 1 100 | Spanien      | 3 - 0 | Azerbajdzjan | 25-12, 26-24, 25-22               |
| 15 juni 2019 Saimaa Stadiumi, S:t Michel Speltid: 2h:09 - Åskådare: 1 087              | Finland      | 3 - 2 | Azerbajdzjan | 25-19, 29-27, 27-29, 19-25, 15-13 |
| 15 juni 2019 Pabellón Pitiu Rochel, Alicante Speltid: 1h:49 - Åskådare: 1 980          | Spanien      | 2 - 3 | Belarus      | 11-25, 23-25, 26-24, 25-21, 9-15  |

##### Sluttabell
| Pos. | Lag          | Pt | G | V | P | VS | FS | Kvot  | VP  | FP  | Kvot  |
| ---- | ------------ | -- | - | - | - | -- | -- | ----- | --- | --- | ----- |
| 1.   | Belarus      | 16 | 6 | 6 | 0 | 18 | 6  | 3,000 | 582 | 470 | 1,238 |
| 2.   | Spanien      | 13 | 6 | 4 | 2 | 15 | 8  | 1,875 | 511 | 494 | 1,034 |
| 3.   | Finland      | 5  | 6 | 2 | 4 | 8  | 15 | 0,533 | 492 | 537 | 0,916 |
| 4.   | Azerbajdzjan | 2  | 6 | 0 | 6 | 6  | 18 | 0,333 | 505 | 589 | 0,857 |

      Kvalificerade för semifinal.

### Slutspelsfasen
|  | Semifinaler | Semifinaler | Semifinaler |          |    | Final               | Final               | Final               |  |
|  |             |             |             |          |    |                     |                     |                     |  |
|  | 1A          | Tjeckien    | 3           |          |    |                     |                     |                     |  |
|  | 1A          | Tjeckien    | 3           |          |    |                     |                     |                     |  |
|  | 1C          | Belarus     | 1           |          |    |                     |                     |                     |  |
|  | 1C          | Belarus     | 1           |          | 1A | Tjeckien            | 3                   |                     |  |
|  |             |             |             |          | 1A | Tjeckien            | 3                   |                     |  |
|  |             |             | 1B          | Kroatien | 1  |                     |                     |                     |  |
|  | 1B          | Kroatien    | 1B          | Kroatien | 1  | 3                   |                     |                     |  |
|  | 1B          | Kroatien    |             |          |    | 3                   |                     |                     |  |
|  | 2C          | Spanien     | 1           |          |    | Match om tredjepris | Match om tredjepris | Match om tredjepris |  |
|  | 2C          | Spanien     | 1           |          |    |                     |                     |                     |  |
|  |             |             |             |          |    |                     |                     |                     |  |
|  |             |             |             |          |    | 1C                  | Belarus             | 3                   |  |
|  |             |             |             |          |    | 1C                  | Belarus             | 3                   |  |
|  |             |             |             |          |    | 2C                  | Spanien             | 0                   |  |

#### Semifinaler
| 21 juni 2019 Arena Varaždin, Varaždin Speltid: 1h:46 - Åskådare: 50  | Tjeckien | 3 - 1 | Belarus | 25-16, 25-15, 23-25, 26-24 |
| 21 juni 2019 Arena Varaždin, Varaždin Speltid: 1h:49 - Åskådare: 350 | Kroatien | 3 - 1 | Spanien | 25-21, 25-22, 23-25, 25-20 |

#### Match om tredjepris
| 22 juni 2019 Arena Varaždin, Varaždin Speltid: 1h:13 - Åskådare: 50 | Belarus | 3 - 0 | Spanien | 26-24, 25-17, 25-18 |

#### Final
| 22 juni 2019 Arena Varaždin, Varaždin Speltid: 1h:58 - Åskådare: 600 | Tjeckien | 3 - 1 | Kroatien | 18-25, 25-15, 25-22, 25-22 |

## Slutplaceringar
| Pos | Lag          | Kvalificerade för                               |
| --- | ------------ | ----------------------------------------------- |
|     | Tjeckien     | Uppflyttade till Volleyball Challenger Cup 2019 |
|     | Kroatien     |                                                 |
|     | Belarus      |                                                 |
| 4   | Spanien      |                                                 |
| 5   | Ungern       |                                                 |
| 5   | Ukraina      |                                                 |
| 7   | Österrike    |                                                 |
| 7   | Finland      |                                                 |
| 7   | Slovakien    |                                                 |
| 10  | Azerbajdzjan |                                                 |
| 10  | Frankrike    |                                                 |
| 10  | Sverige      | Nedflyttade till European Silver League 2021    |